# Хорнси (ветряная электростанция)
Ветряная электростанция Хорнси — одна из крупнейших шельфовых ветряных электростанций в Великобритании.
Электростанция построена в рамках 3-го этапа развития ветряной энергетики Великобритании.

## Характеристика
Расположена в 120 км от побережья Великобритании и занимает площадь 400 км² в акватории Северного моря. Строится при участии датской «Эрстед». 
Мощность электростанции 6 Гигаватт (ГВт) и по состоянию на 2022 год она была самой крупной электростанцией в Великобритании.
Состоит из трёх блоков:
- 1-й блок (Hornsea Project 1) 174 турбин мощностью 1,2 ГВт, был запущен в 2019 году[2].

- 2-й блок (Hornsea Project 2) мощностью 1,4 ГВт (крупнейшая в мире морская, на данный момент) запущена в августе 2022 года[3].

- 3-й блок (Hornsea Project 3) планируется запустить в 2025 (?2023) году.

Подключена к национальной электросети Великобритании (National Grid (Great Britain)) в районе Киллингхолма (Killingholme).